# Trematocranus labifer
Trematocranus labifer är en fiskart som först beskrevs av Trewavas, 1935.  Trematocranus labifer ingår i släktet Trematocranus och familjen Cichlidae. IUCN kategoriserar arten globalt som livskraftig. Inga underarter finns listade i Catalogue of Life.